# 2,6-ジヒドロキシピリジン-3-モノオキシゲナーゼ
2,6-ジヒドロキシピリジン-3-モノオキシゲナーゼ（2,6-dihydroxypyridine 3-monooxygenase）は、ニコチン酸およびニコチンアミド代謝酵素の一つで、次の化学反応を触媒する酸化還元酵素である。
2,6-ジヒドロキシピリジン + NADH + H+ + O2 {\displaystyle \rightleftharpoons } 2,3,6-トリヒドロキシピリジン + NAD+ + H2O
この酵素の基質は2,6-ジヒドロキシピリジン、NADH、H+とO2で、生成物は2,3,6-トリヒドロキシピリジン、NAD+とH2Oである。補酵素としてFADとフラボタンパク質を用いる。
組織名は2,6-dihydroxypyridine,NADH:oxygen oxidoreductase (3-hydroxylating)で、別名に2,6-dihydroxypyridine oxidaseがある。